# HP 20er-Serie

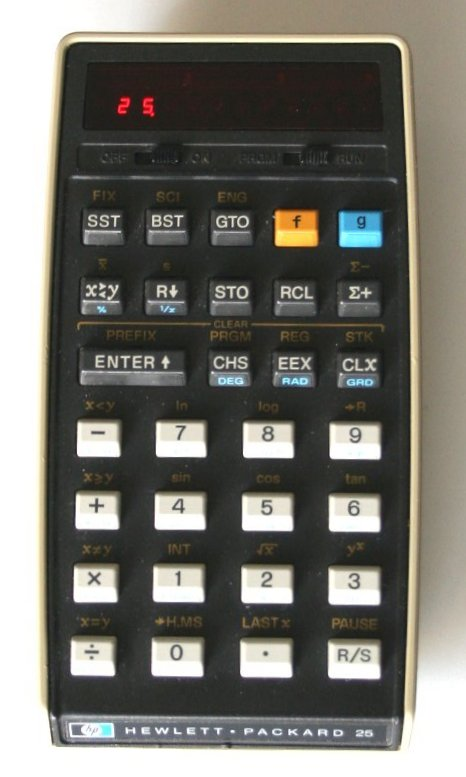
Ein Rechner des Typs HP-25 mit teils übermalten Tastenvorderseiten

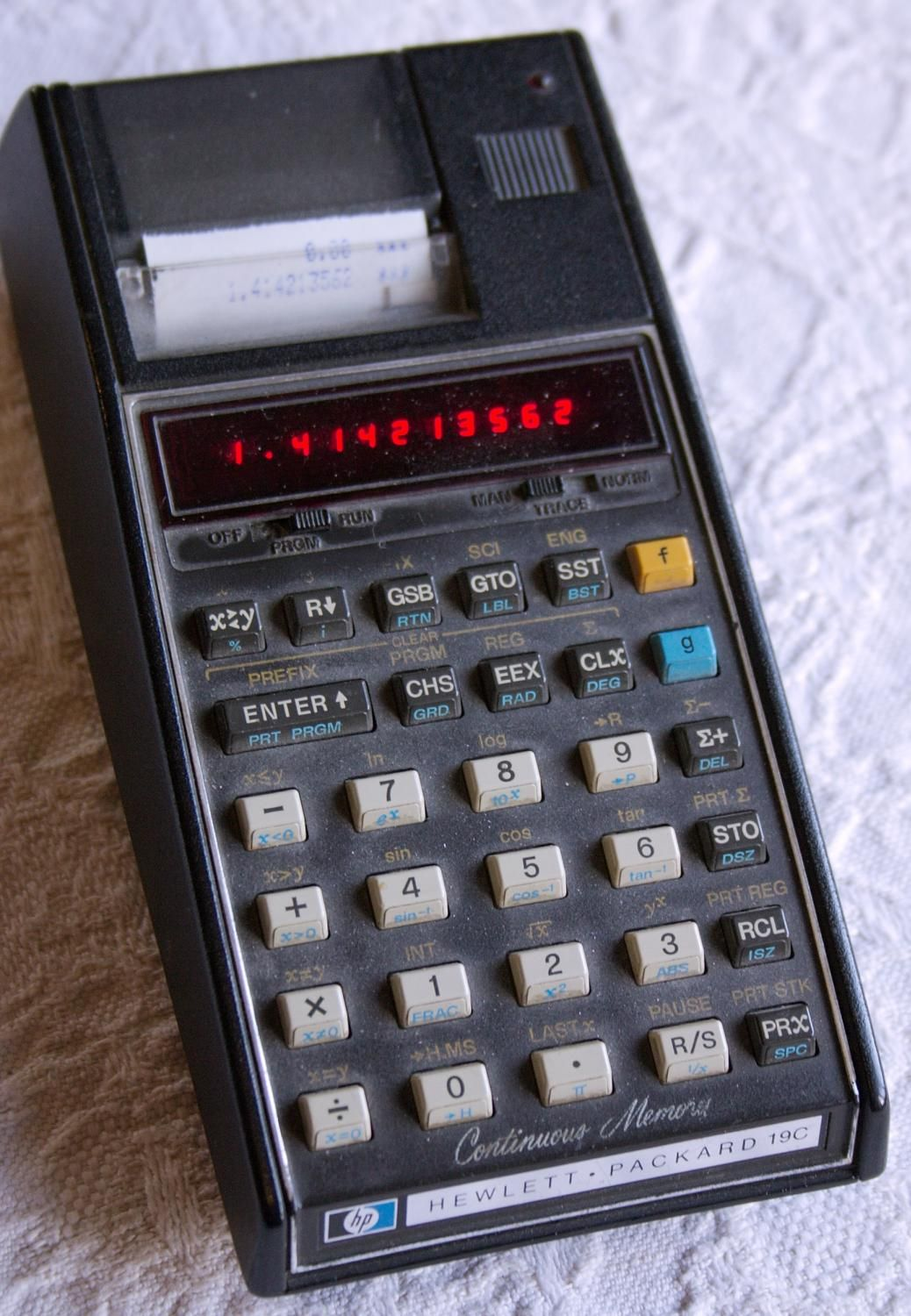
HP-19C

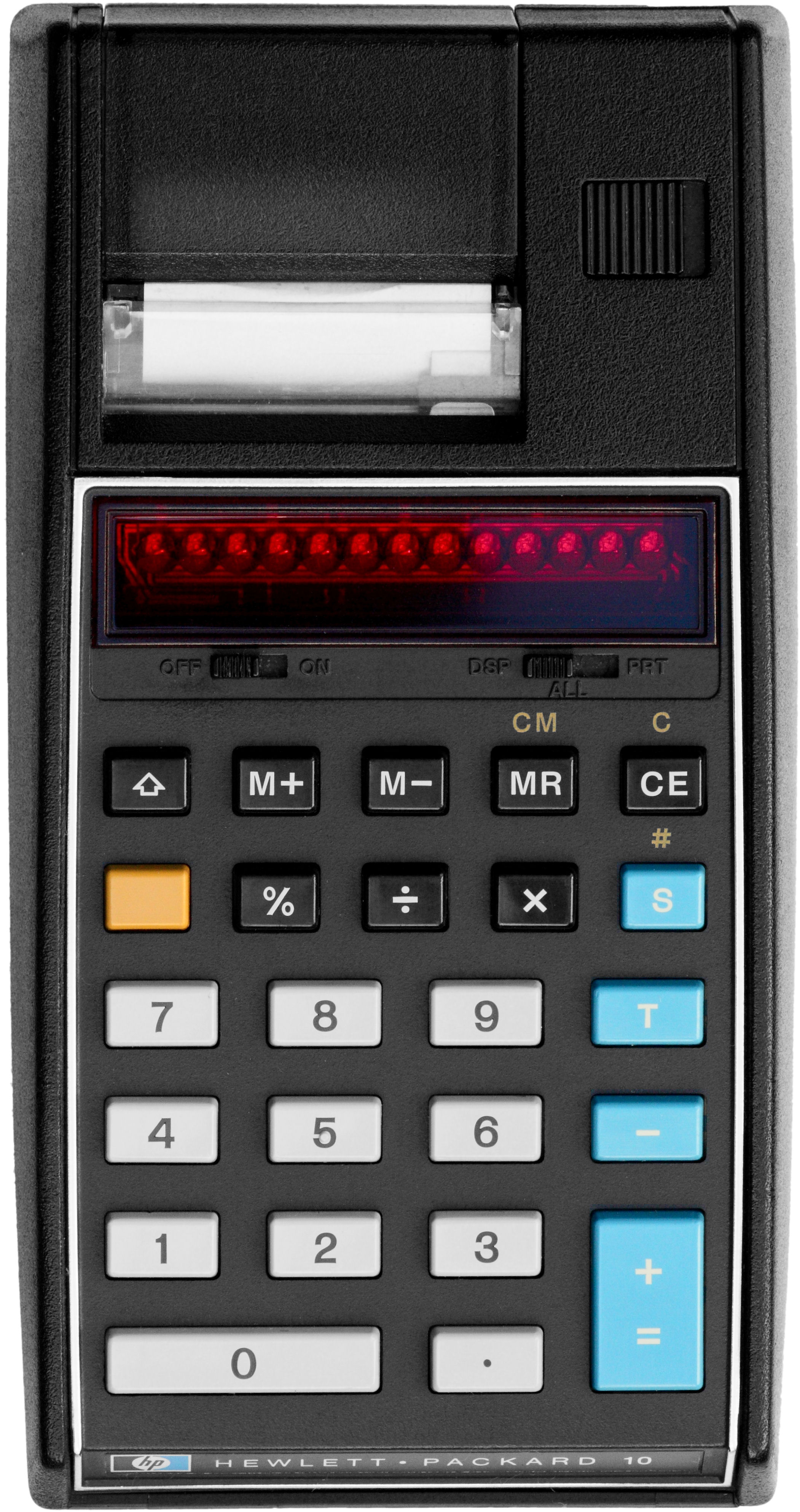
HP-10 (gebaut 1977–1979) mit Druckwerk und Addiermaschinenlogik

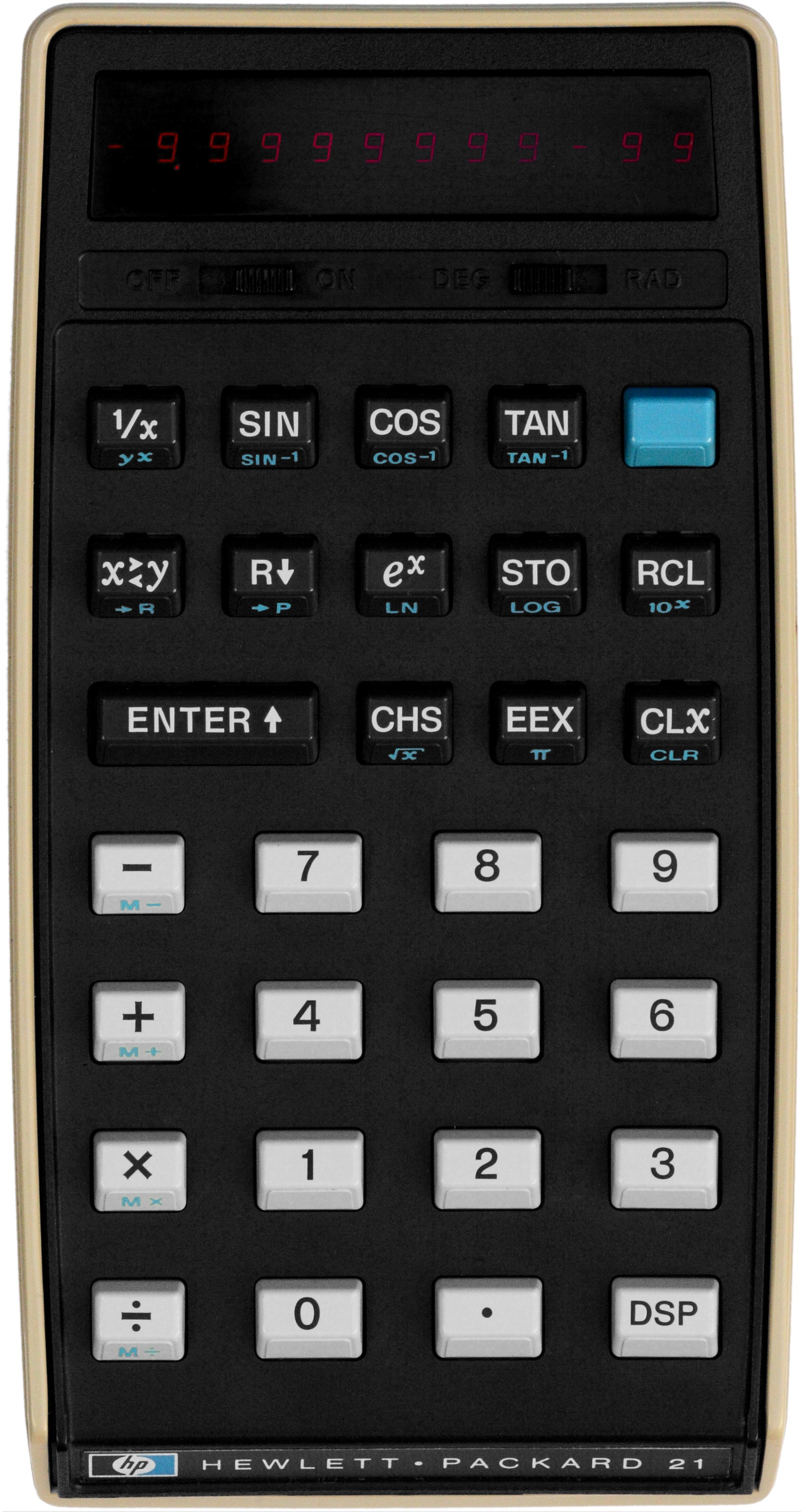
Der wissenschaftliche Rechner HP-21 (gebaut 1975–1978) ist nicht programmierbar

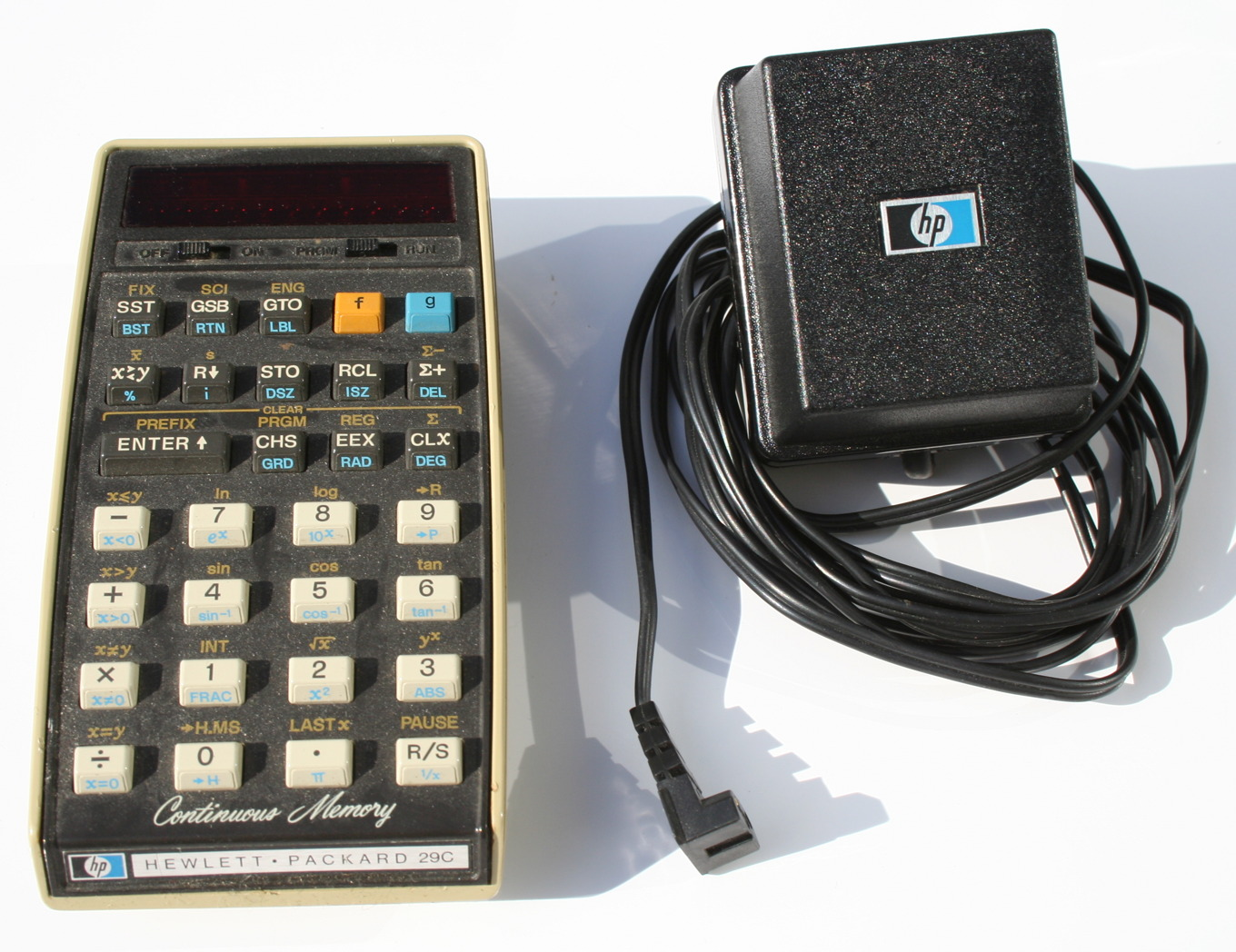
HP 29C, daneben Netzladeteil mit proprietärem Stecker

Die Taschenrechner der „Zwanziger“-Reihe sind die zweite Generation der Taschenrechner von Hewlett-Packard und erschienen 1975 auf dem Markt. Diese Serie umfasst nach strenger Auslegung sechs, nach Einbeziehung technologisch ähnlicher Modelle elf Rechner. Alle Rechner verfügen über eine zwölfstellige LED-Anzeige und werden aus aufladbaren NiCd-Zellen versorgt, die sich in die rückwärtige, aus hellem Kunststoff gefertigte Gehäuseschale einklipsen lassen.
Als Eingabemethode verwenden die Rechner die umgekehrte polnische Notation (UPN). Diese Serie führte auch die charakteristischen trapezförmigen Tasten ein, auf deren schräger Vorderseite ein weiterer Aufdruck untergebracht werden konnte.

## Modelle
Die Serie umfasst folgende Modelle (mit dem Jahr ihrer Produktion):
- HP-21 – Basismodell; mathematisch-naturwissenschaftlicher Taschenrechner und Nachfolger des HP-35 (1975–1978)
- HP-22 – Basismodell für die kaufmännische Anwendung (1975–1978)
- HP-25 – Programmierbarer mathematisch-naturwissenschaftlicher Taschenrechner (1975–1978)
- HP-25C – Programmierbarer mathematisch-naturwissenschaftlicher Taschenrechner mit „Constant Memory“  (1976–1978)
- HP-27 – „Do everything“, Taschenrechner mit einer Auswahl von kaufmännischen und technisch-wissenschaftlichen Funktionen (1976–1978)
- HP-29C – Programmierbarer mathematisch-naturwissenschaftlicher Taschenrechner mit „Constant Memory“ für hohe Anforderungen (1977–1979)

Im weiteren Sinne (mit teils anderer Ausstattung, Funktionen und Gehäusekonzept) zählen ebenfalls zu dieser Generation:
- HP-10 – Eine einfache Additionsmaschine mit Drucker
- HP-19C – vergrößerter Taschenrechner, Funktionen wie der HP-29C, zusätzlich mit eingebautem Druckwerk für Thermopapier (1977–1979)
- HP-91 – Tischrechner mit Thermodrucker für mathematisch-naturwissenschaftliche Anwendungen (1976–1979)
- HP-92 – Pendant zum HP-91 für kaufmännische Anwendungen (1977–1980)
- HP-67 – Programmierbares Spitzenmodell mit eingebautem Kartenleser und Nachfolger des HP-65 (1976–1982)
- HP-97(S) – Programmierbares Tischmodell des HP-67 mit eingebautem Kartenleser und Drucker ('S' mit einer steuerbaren Schnittstelle) (1976–1984)

Zu nennen wäre weiterhin noch der HP-95C, eine im Funktionsumfang erheblich erweiterte Version des HP-25C mit Druckfunktion. Von diesem Gerät wurde allerdings nur eine sehr kleine Stückzahl produziert und aus marktpolitischen Gründen (vor allem, um interne Konkurrenz zum HP-97 zu vermeiden) nie in den Verkauf gebracht, so dass nur noch wenige Exemplare existieren.

### Der HP-10
Der HP-10 ist vermutlich der einfachste Rechner, den HP je baute, verfügte über die vier Grundrechenarten, einen Speicher (M) und Prozentrechnung. Die Bedienungslogik des Rechners entspricht den auch heute noch üblichen einfachen Rechenmaschinen für Buchhaltungszwecke. Der besondere Nutzen lag im integrierten Drucker einerseits und der kompakten, netzunabhängigen Bauweise andererseits. Das Druckwerk, wesentliche Elemente von Gehäuse, Stromversorgung und Thermopapier entsprechen denen des HP-19C.

### Der HP-21
Das eigentliche Basismodell verfügte über die wesentlichen mathematisch-naturwissenschaftlichen Funktionen und erlaubte zusätzlich Koordinatenumwandlung (rechtwinklig nach polar und umgekehrt) sowie Speicherarithmetik.

### Der HP-22
Der HP-22 war das einfache kaufmännische Modell der Reihe. Gegenüber dem HP-70 kamen die Berechnung aufgelaufener Zinsen (accumulated interest), des Auszahlungsrestbetrages (remaining balance), Statistikfunktionen und zusätzliche Speicher hinzu.

### Der HP-25
Der HP-25 war programmierbar, was eine Dreifachbelegung der Tasten erforderlich machte, obwohl die Drittfunktion nicht auf allen Tasten auch wirklich genutzt wurde. Programmschritte waren effizient organisiert, so dass auch eine Operation von zwei oder drei Tasten nur einen der 49 möglichen Programmschritte belegte ('merged keystrokes'). Unterprogramme und Labels gab es auf diesem Modell noch nicht, es waren lediglich Sprünge auf absolute Zeilennummern möglich. Zum HP-25 erschien ein Handbuch mit Programmen für eine Vielzahl von Problemen, die für spätere Modelle immer wieder angepasst wurden. Der Rechner konkurrierte zu seiner Zeit mit den Modellen TI-58 und TI-58C und war etwas teurer, aber auch robuster und dauerhafter als diese.
Im späteren, auf der CMOS-Technologie basierenden, ansonsten funktionell identischen Modell HP-25C blieb der Speicherinhalt beim Ausschalten erhalten. Dessen Erscheinen auf dem Markt führte zu einer Preisreduktion des HP-25.

### Der HP-27
Dieses als Kompromiss gedachte Modell, ausgestattet mit den jeweils elementaren kaufmännischen und technisch-wissenschaftlichen Funktionen und ebenfalls mit Dreifachbelegung der Tasten, setzte sich nur schlecht am Markt durch und ist heute entsprechend selten.

### HP-19C, HP-29C
Beide Rechner waren die Spitzenmodelle der Serie mit jeweils 98 Programmschritten und 30 Speichern, Befehle zur Schleifensteuerung (ISZ und DSZ), Unterprogramme (drei Ebenen) und Labels, indirekte Adressierung mit dem i-Register von Adressen (GTO i / GSB i) und Registern (STO i / RCL i) sowie Verbesserungen beim Ändern von Programmen.
Das „C“ in der Modellbezeichnung stand für „continuous memory“ (dauerhafter Speicher): Programme, Stack und der Inhalt der ersten 16 Speicherregister blieben auch im ausgeschalteten Zustand erhalten. Die Funktionsvielfalt und die aufwendig zu produzierenden Schaltkreise führten zu einem vergleichsweise hohen Einführungspreis für die Geräte dieser Serie, beispielsweise 195 US-Dollar für den HP-29C. In Deutschland kostete der HP-29C 575 Mark.
Der HP-19C (1977–1979) unterschied sich im Wesentlichen durch das Druckwerk und die dafür notwendigen Zusatzbefehle. Tastenabstand und Tastengröße entsprach dem 29C, so dass es sich nicht um einen Tischrechner handelte.

## Weitere Modelle
- HP-91 – Tischrechner mit Thermodrucker für mathematisch-naturwissenschaftliche Anwendungen (1976–1979)
- HP-92 – Pendant zum HP-91 für kaufmännische Anwendungen (1977–1980)
- HP-67 – Spitzenmodell mit eingebautem Kartenleser und Nachfolger des HP-65 (1976–1982)
- HP-97(S) – Tischmodell des HP-67 mit eingebautem Drucker (und einer steuerbaren Schnittstelle) (1976–1984)

Die in den 1980er- und 1990er-Jahren erschienenen Modelle HP-27S, HP-22S und HP-20S (ein AOS-Rechner) wie auch der HP-10C aus der „Voyager“-Serie und der noch spätere HP 10S gehören nicht zu dieser Familie.

## Fertigungstechnik und Nachfolger
Die Rechner der „Zwanziger“-Reihe fallen zeitlich mit der Entwicklung der CMOS-Technologie zusammen. Die bis dahin benutzte PMOS-Technologie war erprobt und billig, ermöglichte aber nur mäßige Packungsdichten und ließ aufgrund ihres hohen Ruhestroms keine Dauerspeicher zu. Für den HP-27 kamen NMOS-Schaltkreise zum Einsatz, bis für die Modelle HP-25C und HP-29C die CMOS-Technologie verwendet wurde. Das Gehäuse war so gebaut, dass es mit nur zwei Schrauben, die unter den unteren Gummifüßen versteckt sind, zusammengehalten wurde. In dieser Zeit begannen Taschenrechnerverkäufe die Millionengrenze zu übersteigen, was solche Fertigungsoptimierungen notwendig werden ließ.
Nachfolger dieser Rechner sind die Rechner der 30er-Reihe.